# Катастрофа Ил-62 в Варшаве (1987)
Катастрофа Ил-62 в Варшаве (1987) — крупная авиационная катастрофа, произошедшая в субботу 9 мая 1987 года. Авиалайнер Ил-62М авиакомпании LOT выполнял межконтинентальный рейс LOT 5055 по маршруту Варшава—Нью-Йорк, но через 23 минуты после взлёта у него загорелся двигатель № 1; не зная масштаба возгорания, экипаж предпринял попытку вернуться обратно в Варшаву, но при заходе на посадку лайнер потерял управление и рухнул в Кабацкий лес на окраине Варшавы в 6 километрах от аэропорта Варшавы. Погибли все находившиеся на его борту 183 человека — 172 пассажира и 11 членов экипажа.
Катастрофа рейса 5055 стала крупнейшей в истории Центральной Европы, гражданской авиации Польши и в истории самолёта Ил-62.

## Сведения о рейсе 5055

### Самолёт
Ил-62М (регистрационный номер SP-LBG, заводской 3344942, серийный 44-04) был выпущен Казанским авиазаводом им. С. П. Горбунова в третьем квартале 1983 года. 3 апреля 1984 года был передан польской авиакомпании LOT (являлся одним из семи самолётов Ил-62М, переданных LOT в данном году), в которой получил имя Tadeusz Kościuszko в честь известного военного и политического деятеля Речи Посполитой конца XVIII — начала XIX веков. Оснащён четырьмя турбореактивными двигателями Д-30КУ Рыбинского моторостроительного завода. На день катастрофы 4-летний авиалайнер совершил 1752 цикла «взлёт-посадка» и налетал 6971 час (при общем назначенном ресурсе 30 000 часов и межремонтным 10 000 часов).
До него имя Tadeusz Kościuszko носил Ил-62 борт SP-LAB (заводской номер 21105, серийный 11-05), выпущенный в 1972 году, который в начале 1983 года был возвращён в СССР, где ему присвоили бортовой номер CCCP-86706 и направили в 1-й Красноярский ОАО Красноярского УГА.

### Экипаж и пассажиры
Самолётом управлял очень опытный экипаж, состав которого был таким:
- Командир воздушного судна (КВС) — 59-летний Зыгмунт Павлячик (пол. Zygmunt Pawlaczyk). Родился 19 апреля 1928 года. Очень опытный пилот, был лётчиком в ВВС Польши с 1951 года, проработал в авиакомпании LOT 32 года (с 1955 года). Налетал 19 745 часов, 5542 из них на Ил-62 и Ил-62М (3725 из них в должности КВС).
- Второй пилот — 54-летний Леопольд Кархер (пол. Leopold Karcher). Родился 4 января 1933 года. Очень опытный пилот, был лётчиком в ВВС Польши с 1956 года, проработал в авиакомпании LOT 20 лет (с 1967 года). Налетал 10 899 часов, 2357 из них на Ил-62.
- Штурман — 57-летний Леслав Лыковски (пол. Lesław Łykowski). Родился 2 января 1930 года. Проработал в авиакомпании LOT 12 лет (с 1975 года). Налетал 9520 часов, 3156 из них на Ил-62.
- Бортинженер — 43-летний Войцех Клоссек (пол. Wojciech Kłossek). Родился 7 января 1944 года. Проработал в авиакомпании LOT 12 лет (с 1975 года). С 1985 года был бортинженером-инструктором на Ил-18, а в 1986 году был переквалифицирован на Ил-62М. Налетал 5100 часов, 291 из них на Ил-62.
- Бортинженер-инструктор — 53-летний Рышард Хмелевски (пол. Ryszard Chmielewski). Родился 28 сентября 1933 года. Проработал в авиакомпании LOT 22 года (с 1965 года). Налетал 10 571 час, 6695 из них на Ил-62.
- Бортрадист — 43-летний Лешек Богдан (пол. Leszek Bogdan). Родился 11 апреля 1944 года. Проработал в авиакомпании LOT 13 лет (с 1974 года). Налетал 9520 часов, 3156 из них на Ил-62.

В салоне самолёта работали пять стюардесс:
- Мария Бергер-Сендерска (пол. Maria Berger-Senderska), 38 лет (родилась 8 июня 1948 года) — стюардесса-инструктор. Проработала в авиакомпании LOT 13 лет (с 1974 года). Налетала 6300 часов.
- Ханна Хенчинска (пол. Hanna Chęcińska), 35 лет (родилась 19 сентября 1951 года) — старшая стюардесса. Проработала в авиакомпании LOT 15 лет (с 1972 года). Налетала 8300 часов.
- Малгожата Островска (пол. Małgorzata Ostrowska), 29 лет (родилась 3 января 1958 года). Проработала в авиакомпании LOT 7 лет (с 1980 года, в должности стюардессы с 1986 года). Налетала 2400 часов.
- Иоланта Потыра (пол. Jolanta Potyra), 40 лет (родилась 28 мая 1946 года). Проработала в авиакомпании LOT 12 лет (с 1975 года). Налетала 5800 часов.
- Беата Плонка (пол. Beata Płonka), 23 года (родилась 18 августа 1963 года) — стюардесса-стажёр. Проработала в авиакомпании LOT 2 года (с 1985 года). Налетала 1300 часов.

| Национальность | Пассажиры | Экипаж | Всего |
| -------------- | --------- | ------ | ----- |
| ПНР            | 155       | 11     | 166   |
| США            | 17        | 0      | 17    |
| Итого          | 172       | 11     | 183   |

Всего на борту самолёта находились 183 человека — 172 пассажира и 11 членов экипажа (155 поляков — 21 из них постоянно проживал за рубежом, а 5 являлись сотрудниками авиакомпании LOT — и 17 американцев). Взлётный вес самолёта составлял 167 тонн.

## Хронология событий

### Предшествующие обстоятельства
8 мая 1987 года Ил-62М борт SP-LBG выполнил трансатлантический рейс из Чикаго в Варшаву, после чего прошёл 6-часовую проверку, в ходе которой его подготовили к следующему трансатлантическому перелёту. 9 мая авиалайнер должен был выполнить рейс LOT 5055 из Варшавы в Нью-Йорк и после дозаправки выполнить внутренний рейс (под другим номером) из Нью-Йорка до Сан-Франциско. На его борту находились 11 членов экипажа и 172 пассажира.
В 10:07 экипаж получил разрешение на руление к ВПП № 33, а в 10:17, находясь на исполнительном старте, получил разрешение на взлёт. В 10:18 рейс 5055 вылетел из Варшавы и по воздушному коридору R-23 (курс 280°) начал набор высоты до эшелона FL180 (5486 метров) по направлению на Грудзёндз. Согласно плану полёта, выход из воздушного пространства ПНР должен был выполняться после пролёта Дарлова.
Находясь в процессе подъёма, лайнер приближался к границе воздушной зоны аэропорта Окенче, когда в 10:26 авиадиспетчер подхода дал указание пока задержаться на эшелоне FL160 (4877 метров) и сохранять эту высоту до Грундзёндза. Это было связано с тем, что на эшелоне FL170 (5182 метра) проводились полёты военной авиации, а у гражданского диспетчера не было связи с военными. После прохода Плоньска пилоты рейса 007, сохраняя эшелон полёта FL160, перешли на связь с районным авиадиспетчером. До 10:41 полёт проходил в нормальном режиме.

### Отказ двигателя
В 10:31 экипаж получил указание от авиадиспетчера как можно быстрее подняться до эшелона FL170 (5200 метров): 5055, входите на триста десять и молниеносно сто семьдесят пересечение (пол. 5055, wchodźcie na trzysta dziesięć i błyskawicznie sto siedemdziesiąt przecięcie). В связи с этим была повышена мощность двигателей, которая в течение 30 секунд даже достигала максимального значения.
В 10:41, на 23-й минуте полёта, когда авиалайнер на скорости 815 км/ч на высоте 8200 метров проходил над деревней Варлюбе, в кабине пилотов сработали сигналы о декомпрессии и пожаре в обоих левых двигателях. КВС связался с авиадиспетчером и доложил о чрезвычайной ситуации и о намерении вернуться в Варшаву. В связи с наступлением декомпрессии экипаж приступил к аварийному снижению до высоты 4000 метров. Также при развороте был обнаружен и отказ рулей. В 10:44 с самолёта доложили о ликвидации пожара и начале аварийного сброса топлива.
Сброс лишнего авиатоплива был необходим, так как вес авиалайнера в этот момент (ориентировочно 161 тонна) значительно превышал максимальный посадочный (107 тонн), а посадка перегруженного самолёта была чревата повреждением стоек шасси. Бортинженер доложил, что работает только один из четырёх электрических генераторов, поэтому часть систем пришлось отключить. Также возникла проблема со сбросом авиатоплива, так как клапаны имели электрический привод. Также отказал руль высоты, работал лишь его триммер.
Кратковременно пилоты обсуждали возможность посадки в аэропорту Гданьска, но затем командир принял решение лететь до Варшавы.

### Катастрофа
Пожар в хвосте самолёта вызвал повреждение важнейших систем для поддержания полёта. Огонь быстро перекинулся в багажный отсек, где предположительно произошёл взрыв паров авиатоплива, которые попали туда из-за повреждения топливных баков.
Лайнер заходил на посадку на ВПП № 33 с южной стороны из-за сильного ветра. Фюзеляж рейса 5055 к тому времени уже горел и от самолёта шёл густой чёрный дым. На скорости 480 км/ч экипаж развернул самолёт над деревней Юзефослав, горящие обломки фюзеляжа в этот момент отделялись от самолёта и падали на землю. Примерно в этот момент произошёл полный отказ систем управления, включая триммер руля высоты. Шасси также не работали, а вскоре перестали работать насосы, сливающие авиатопливо. В момент катастрофы в баках самолёта оставалось ещё около 32 тонн авиатоплива.
В 11:12 рейс LOT 5055 рухнул в Кабацкий лес недалеко от городка Пясечно и в 6 километрах от ВПП № 33 аэропорта Окенче и полностью разрушился. Все 183 человека на его борту (11 членов экипажа и 172 пассажира) погибли.
По одной из версий, в последние секунды перед катастрофой пожар из багажного отделения перекинулся в хвостовую часть салона и пассажиры в панике ринулись co своих мест. Сместившись в носовую часть самолёта, пассажиры дестабилизировали самолёт, из-за чего он, находясь на низкой скорости, вошёл в пикирование. По другой версии, пожар сильно повредил хвостовое оперение самолёта.

### Расшифровка переговоров
| Время (UTC) |                                                            | Оригинал | Перевод |
| ----------- | ---------------------------------------------------------- | --- | --- |
| 10:26       | LOT 5055                                                   | No, my lecimy do Nowego Jorku, yyy… może zdążymy przeciąć te sto osiemdziesiąt? | Ну, мы летим в Нью-Йорк, эээ… возможно, добёремся до уровня 180? |
| 10:26       | Диспетчер                                                  | Panowie! Już nie zdążycie, bo do TMN-u pozostało tylko pięć kilometrów. Ja na samym początku mówiłem, że clerance był w TMA sto osiemdziesiąt lub wyżej. Latają wojskowe samoloty i ja, niestety, nie mam z nimi łączności, żeby panów separować. | Вы не успеете, так как до TMN осталось всего 5 километров. Я вам в самом начале говорил, что в TMA клиренс был 180 или выше. Летают военные самолёты, и у меня, к сожалению, нет с ними связи, чтобы вас развести. |
| 10:26       | LOT 5055                                                   | Zrozumiałem. Zrozumiałem. | Вас понял. Вас понял. |
| 10:31:35    | Диспетчер                                                  | 5055, wchodźcie na 310 i błyskawicznie 170 przecięcie. | 5055, заходите на 310 и молниеносно 170 пересечение. |
| 10:31:39    | LOT 5055                                                   | 5055 zgłosimy. Do trzysta dziesięć wchodzimy. | 5055. Заходим на 310. |
| 10:39:41    | Диспетчер                                                  | Błyskawicznie. Błyskawica to ma być. | Молниеносно, насколько это возможно. |
| 10:41:27    | Взрыв двигателя                                            | Взрыв двигателя | Взрыв двигателя |
| 10:41:28    | Сигнал отключения автопилота                               | Сигнал отключения автопилота | Сигнал отключения автопилота |
| 10:41:30    | LOT 5055                                                   | Ej! Hermetyzacja! | Эй! Герметизация! |
| 10:41:32    | Сигнал декомпрессии кабины                                 | Сигнал декомпрессии кабины | Сигнал декомпрессии кабины |
| 10:41:34    | LOT 5055                                                   | Czy pożar? Co jest? | Пожар? Что происходит? |
| 10:41:35    | LOT 5055                                                   | Pewnie pożar. | Возможно, пожар. |
| 10:41:37    | LOT 5055                                                   | Silnik? Wyłączyć! | Двигатель? Выключить! |
| 10:41:39    | LOT 5055                                                   | …wyłączyć. Ten pierwszy płonie! | …выключить. Первый горит уже! |
| 10:41:42    | LOT 5055                                                   | …pożar… | …пожар… |
| 10:41:44    | LOT 5055                                                   | …wszystkim mały. | …всё мало. |
| 10:41:45    | LOT 5055                                                   | Warszawa? | Варшава? |
| 10:41:46    | LOT 5055                                                   | Wszystkim mały. Rozhermetyzowanie. | Всё мало. Декомпрессия. |
| 10:41:48    | LOT 5055                                                   | Dwa silniki poszły! | Два пропали! |
| 10:41:49    | Продолжительный сигнал пожара двигателей                   | Продолжительный сигнал пожара двигателей | Продолжительный сигнал пожара двигателей |
| 10:41:50    | LOT 5055                                                   | Dwa silniki poszły! Wyłączyć… Zawracamy! Pożar! | Два двигателя пропали! Выключить… Обратный заход! Пожар! |
| 10:41:55    | LOT 5055                                                   | Niebezpieczeństwo!!! Warszawa radar LOT! Warszawa radar! | Опасность!!! Варшава-радар LOT! Варшава-радар! |
| 10:42:05    | Диспетчер                                                  | Podajcie swój call sign. | Подайте свой коллсайн. |
| 10:42:10    | LOT 5055                                                   | Dwa silniki oberwało! Dwa silniki obcięło! | Два двигателя оторвались! Два двигателя отрезались! |
| 10:42:15    | Диспетчер                                                  | Czy to zderzenie? | Может, столкновение? |
| 10:42:20    | LOT 5055                                                   | Nie wiemy, co się stało. Dwa silniki obcięło. Opuszczamy się. | Мы не знаем, что случилось. Два двигателя отрезали, снижаемся. |
| 11:08:45    | Продолжительный сигнал пожара двигателей                   | Продолжительный сигнал пожара двигателей | Продолжительный сигнал пожара двигателей |
| 11:08:45    | LOT 5055                                                   | A u nas pożar jest znów. | А у нас тут опять пожар. |
| 11:09:11    | LOT 5055                                                   | Na jeden-pięć pan podprowadza, bo pożar mamy | На один-пять, так как у нас пожар. |
| 11:09:47    | Диспетчер                                                  | Z tej pozycji macie około 15 kilometrów do pasa. | С вашей позиции до полосы примерно 15 километров. |
| 11:09:47    | LOT 5055                                                   | Rozumiem. | Вас понял. |
| 11:09:47    | LOT 5055                                                   | …lewo! Silniki w lewo! | …налево! Двигатели налево! |
| 11:10:13    | Диспетчер                                                  | 5055 w lewo, w lewo 0-5-0. | 5055 налево, налево 0-5-0. |
| 11:10       | LOT 5055                                                   | OK. | OK. |
| 11:10:40    | Диспетчер                                                  | 5055, w lewo kurs 360. | 5055, налево курс 360. |
| 11:10       | LOT 5055                                                   | My chcemy kręcić. Chcemy właśnie. | Мы хотим повернуть. Пытаемся. |
| 11:10       | Диспетчер                                                  | Kręćcie, kręćcie na 360. W tej chwili macie około dwanaście kilometrów do pasa. | Поворачивайте, поворачивайте на 360°. В данный момент у вас около 12 километров до полосы. |
| 11:10       | LOT 5055                                                   | OK. | OK. |
| 11:11:02    | Диспетчер                                                  | 5055, w lewo kurs 330. | 5055, налево курс 330. |
| 11:11       | LOT 5055                                                   | Kręcimy w lewo. | Поворачиваем налево. |
| 11:11       | Диспетчер                                                  | Końcowe schodzenie rozpocznijcie około 11 kilometrów od pasa. | Последнее приземление начинайте в примерно 11 километров от полосы. |
| 11:11       | LOT 5055                                                   | Zrobimy wszytko co możemy. | Мы делаем, что можем. |
| 11:11       | Диспетчер                                                  | Zrozumiałem. | Вас понял. |
| 11:11       | Диспетчер                                                  | W lewo kurs 320. | Влево, курс 320. |
| 11:11       | LOT 5055                                                   | ОК. | OK. |
| 11:11:34    | Диспетчер                                                  | Przeszliście na prawą stronę osi pasa, a dalej w lewo kurs 300. | Приземляйтесь на правую сторону осевой линии полосы, а дальше курс 300. |
| 11:11       | Диспетчер                                                  | Wiatr jest 290 stopni, dwadzieścia dwa kilometry na godzinę. Można lądować na pasie trzy-trzy. | Ветер 290 градусов, 22 км/ч. Можете приземлиться на полосу 33. |
| 11:11       | LOT 5055                                                   | OK. | OK. |
| 11:12:10    | Неразборчивая речь, четырёхкратное включение внешней связи | Неразборчивая речь, четырёхкратное включение внешней связи | Неразборчивая речь, четырёхкратное включение внешней связи |
| 11:12:13    | LOT 5055                                                   | Dobranoc!!! Do widzenia!!! Cześć!!! Giniemy!!! | Спокойной ночи, до свидания!!! Пока!!! Погибаем!!! |
| 11:12:15    | Конец записи                                               | Конец записи | Конец записи |

## Расследование
Расследование причин катастрофы установило, что причиной катастрофы рейса LOT 5055 послужили конструктивные недоработки самолёта. Подшипники турбины низкого давления были оснащены 13 шарикоподшипниками вместо задуманных 26 для уменьшения цены производства. При повышении режима работы двигателей шарикоподшипники начали нагреваться. Это в свою очередь вызвало отделение оси турбины низкого давления, её последующий аномальный разгон, разрушение диска турбины. Его обломки полетели в сторону двигателя № 1.

## Культурные аспекты
Катастрофа рейса 5055 показана в 1 сезоне польского документального телесериала Великие польские катастрофы (англ. The greatest Polish disasters) в серии Катастрофа в Кабацком лесу.